# Município de Harmony (condado de Clark, Ohio)
O município de Harmony (em inglês: Harmony Township) é um município localizado no condado de Clark no estado estadounidense de Ohio. No ano de 2010 tinha uma população de 3.577 habitantes e uma densidade populacional de 27,1 pessoas por km².

## Geografia
O município de Harmony encontra-se localizado nas coordenadas 39° 53′ 57″ N, 83° 37′ 37″ O. Segundo a Departamento do Censo dos Estados Unidos, o município tem uma superfície total de 131.99 km², da qual 131,61 km² correspondem a terra firme e (0,28 %) 0,38 km² é água.

## Demografia
Segundo o censo de 2010, tinha 3.577 pessoas residindo no município de Harmony. A densidade populacional era de 27,1 hab./km².